# Vladimir Kecmanović

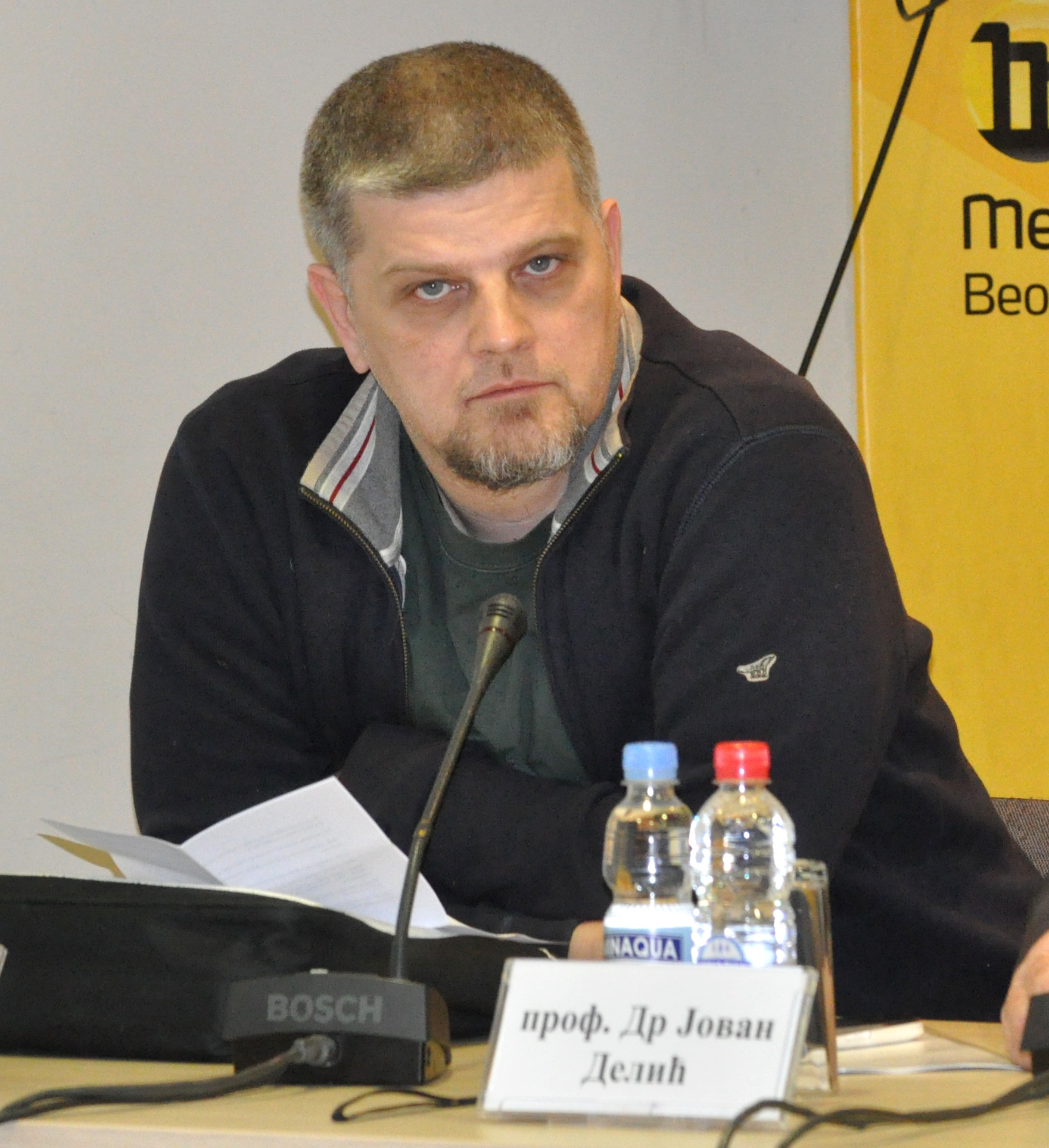
Vladimir Kecmanović (2017)

Vladimir Kecmanović (geboren 3. Juli 1972 in Sarajevo, Jugoslawien) ist ein serbischer Schriftsteller.

## Leben
Vladimir Kecmanović ist das Kind des Politologen Nenad Kecmanović. Er studierte Philosophie an der Universität Belgrad. Er schreibt Beiträge für die Zeitungen Politika, Večernje novosti und Glas Srpske. Kecmanović hat bis zum Jahr 2011 fünf Romane veröffentlicht.

## Auszeichnungen
- 2017: Andrić-Preis für Ratne igre

## Werke (Auswahl)
- Poslednja Šansa. Belgrad : Svet knjige, 1999
- Sadržaj Šupljine. Belgrad : Svet knjige, 2001
- Feliks. Belgrad : Via print, 2007
- Top je bio vreo. Belgrad : Via print, 2008
- Sibir. Belgrad : Mono i Manjana, 2011
  - Sibirien : ein serbischer Liebesthriller, in den sich Kroaten eingemischt haben. Aus dem Serbischen Mirjana Wittmann, Klaus Wittmann. Berlin : Matthes & Seitz, 2015
- mit Dejan Stojiljković: Kainov ožiljak. Belgrad : Laguna, 2014